# Lamproserica manyara
Lamproserica manyara är en skalbaggsart som beskrevs av Frey 1962. Lamproserica manyara ingår i släktet Lamproserica och familjen Melolonthidae. Inga underarter finns listade i Catalogue of Life.